# Giovanni Battista Boazio
Giovanni Battista Boazio (auch Baptista Boazio oder Johannes B. Boazius), dessen Geburts- und Sterbedaten nicht bekannt sind, war ein italienischer Zeichner und Kartograf. Während seiner Schaffenszeit, die man zwischen 1585 und 1606 datiert, arbeitete er in England.
Bekannt wurde Boazio Ende der 1580er Jahre, als er für das Buch Summarie and True Discourse of Sir Francis Drake’s West Indian Voyage von Walter Bigges eine Kartenserie mit fünf handkolorierten Stichen erstellte, die Sir Francis Drakes Kaperfahrt in die Karibik 1585/86 illustrieren. Das Kartenset besteht aus einer englisch beschrifteten Reiseroutenkarte und vier lateinisch beschrifteten Stadtplänen. Sie zeigen die Angriffe auf die kapverdische Insel Santiago, auf Santo Domingo auf der Karibikinsel Hispaniola, auf Cartagena an der Nordküste des heutigen Kolumbien und auf St. Augustine an der Küste Floridas.

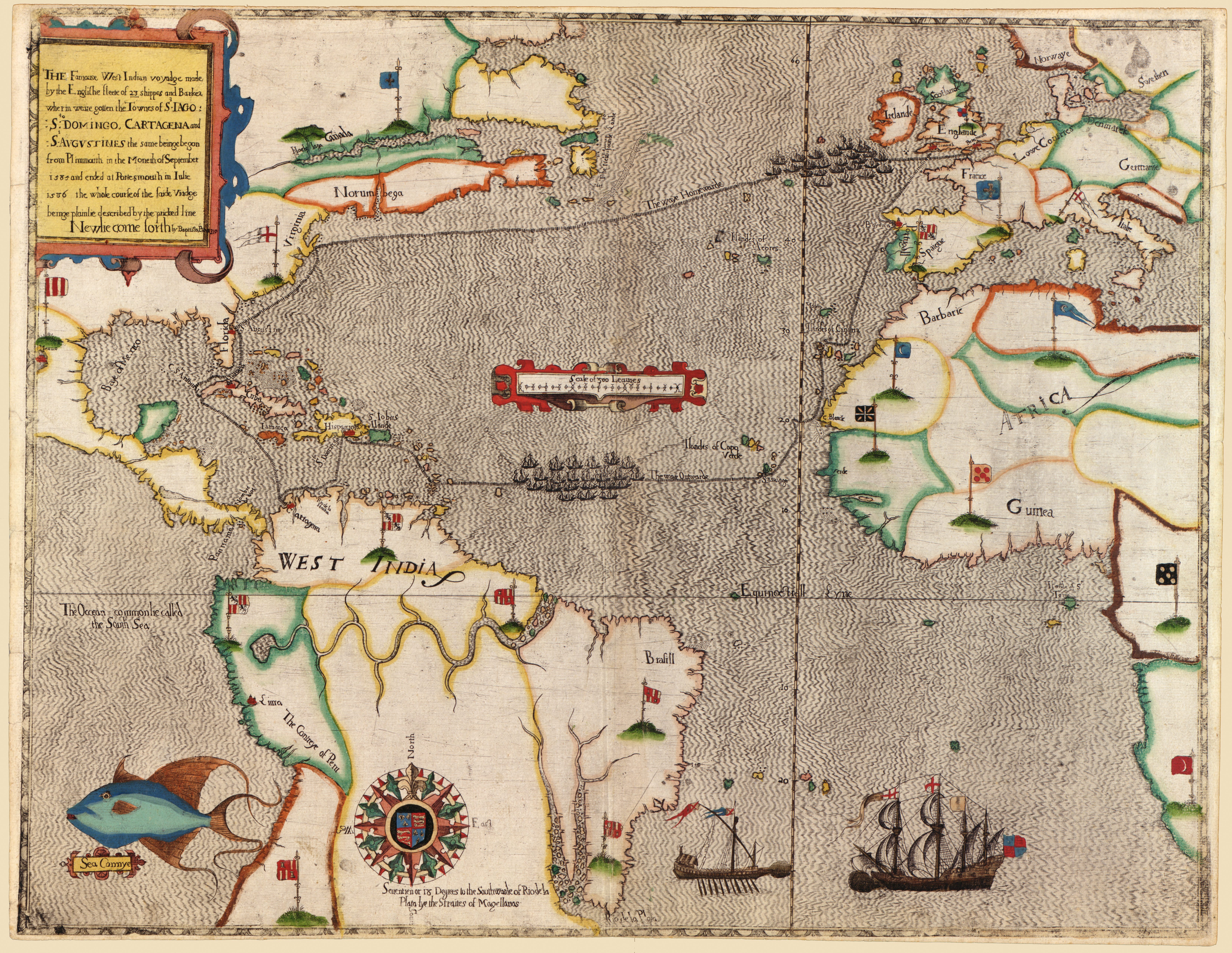
Karte der Reiseroute von Sir Francis Drake 1585/86
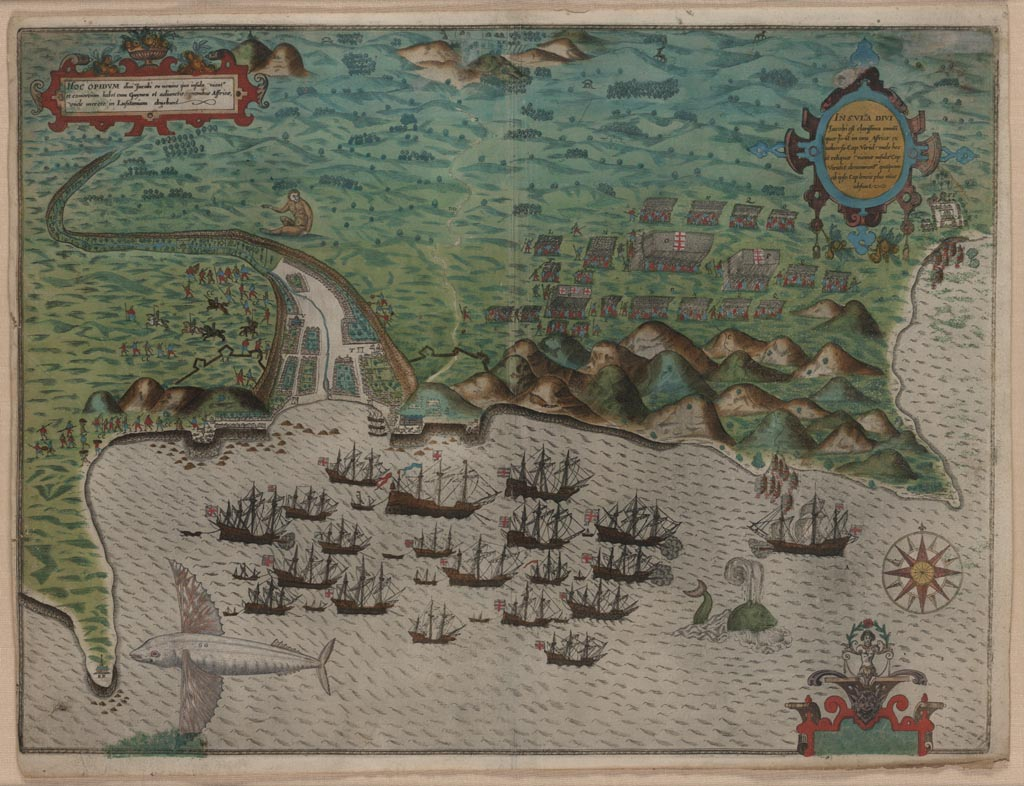
Drakes Flotte vor Santiago, Kap Verde, 1585
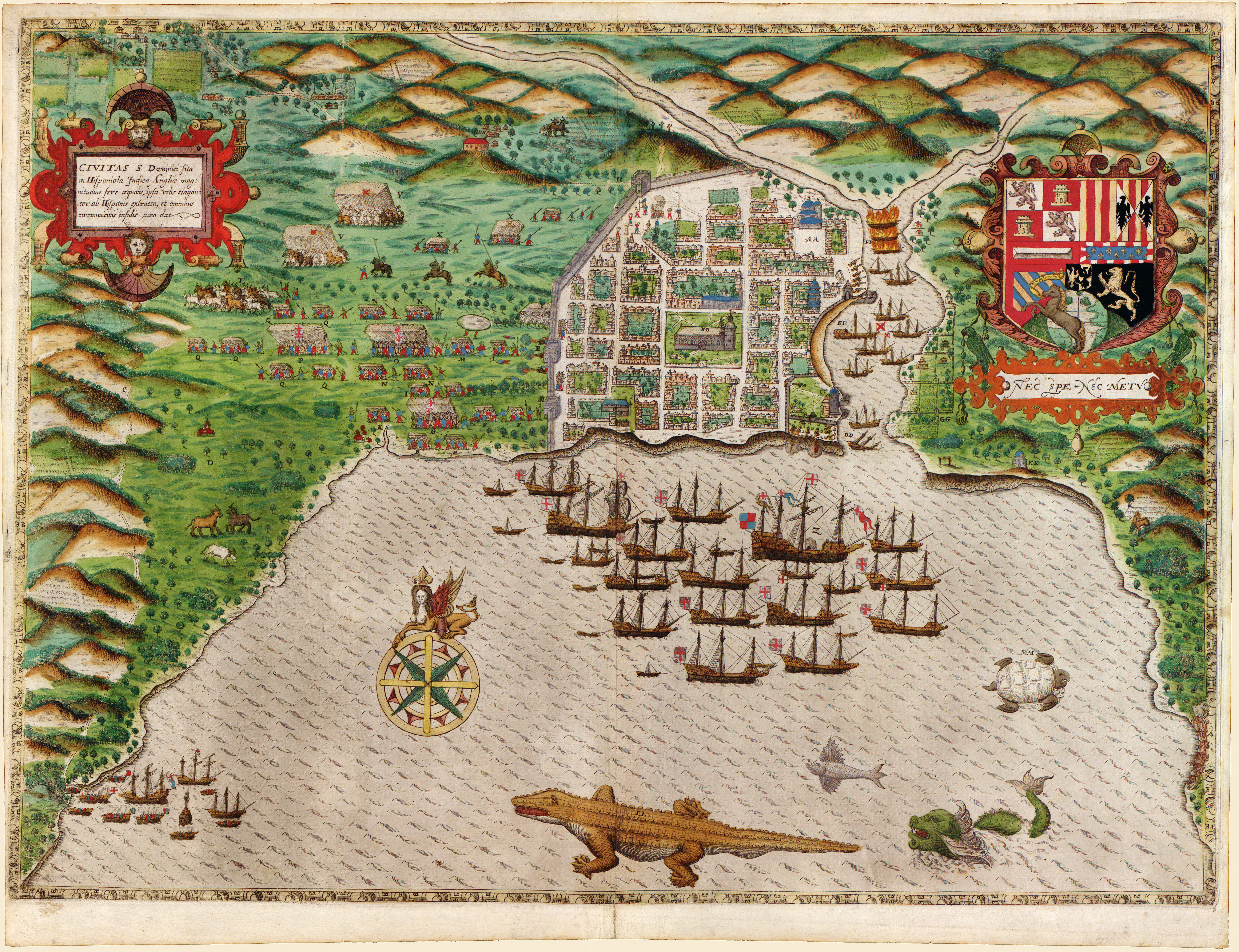
Drakes Flotte vor Santo Domingo, 1585
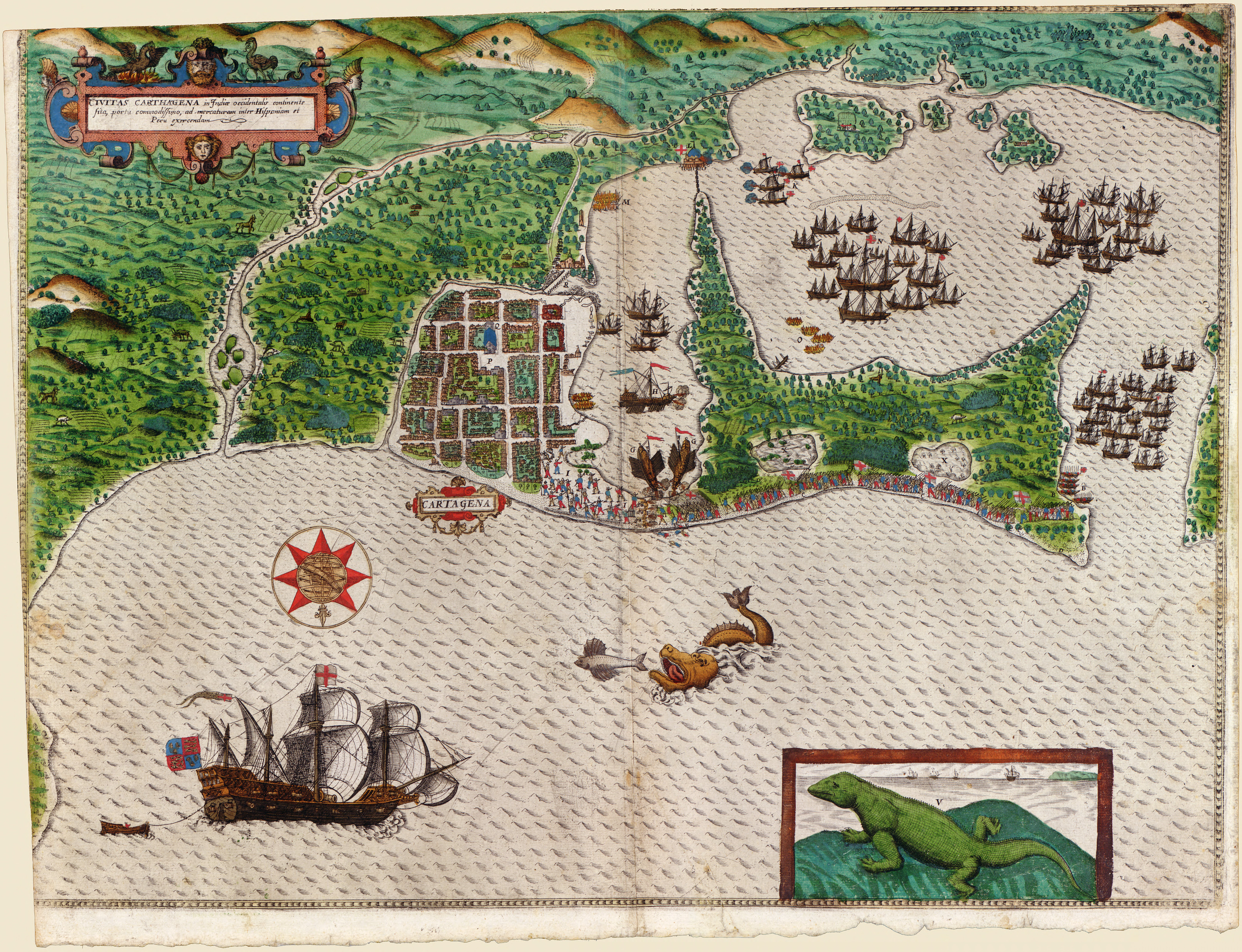
Drakes Flotte vor Cartagena, 1585/86 (die Karte ist gespiegelt und nach Osten ausgerichtet)
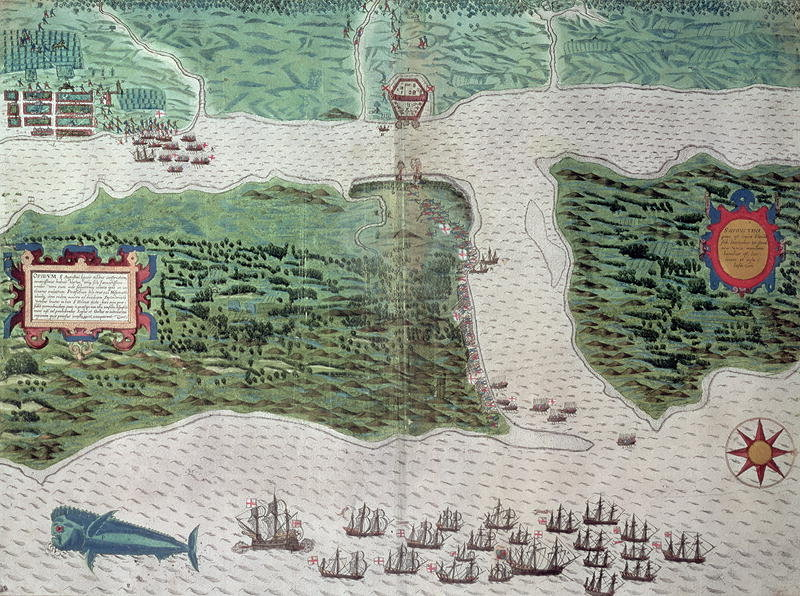
Drakes Truppen greifen St. Augustine, Florida am 7. Juli 1586 an (die Karte ist nach Westen ausgerichtet)
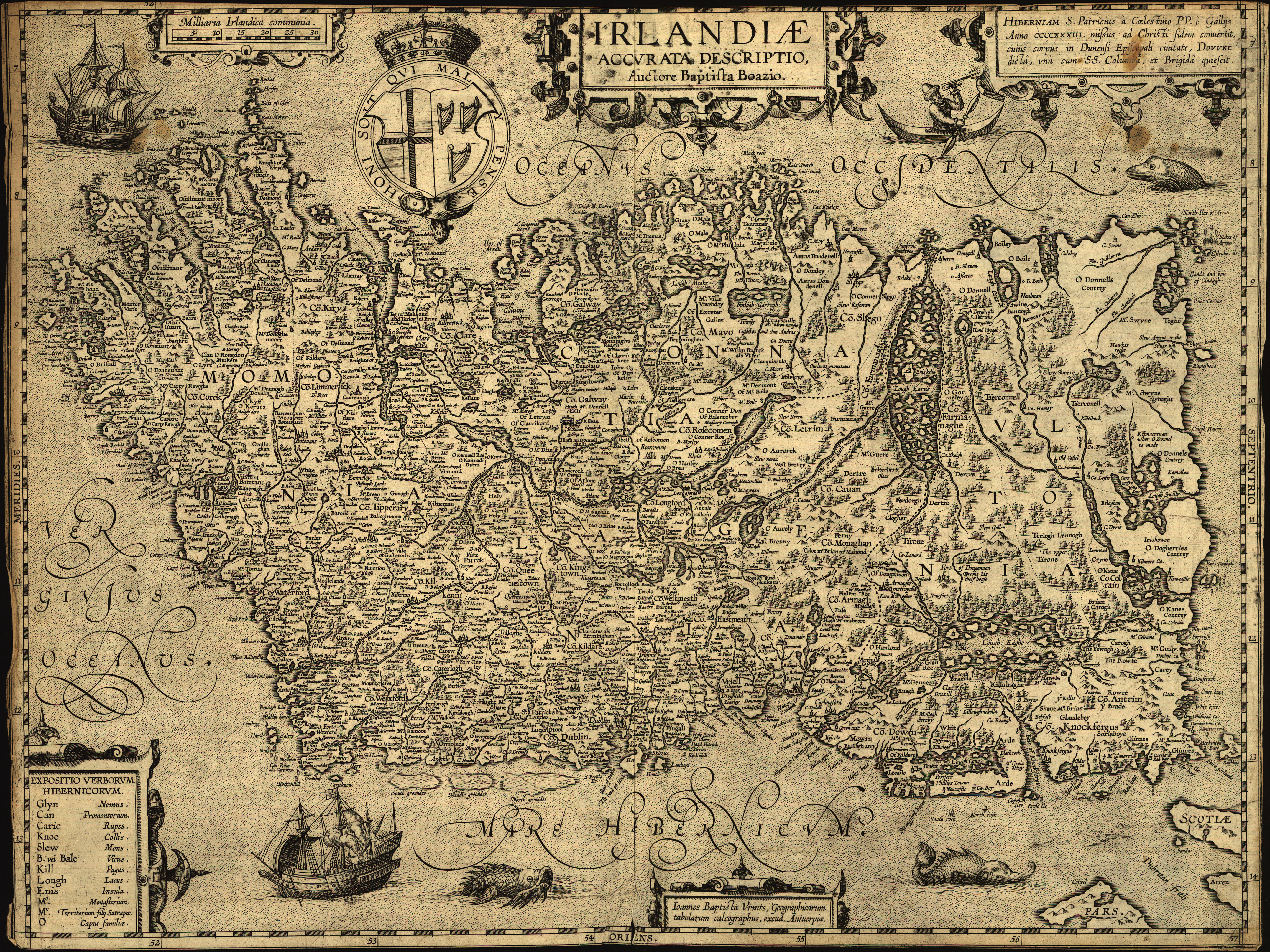
Irlandiæ accurata descriptio, die Irland-Karte (die Karte ist nach Westen ausgerichtet)

Für seinen Förderer Robert Devereux, den 2. Earl of Essex, entwarf er eine Karte, die den Angriff auf Cádiz im Juli 1596 darstellte. Bei dieser Auseinandersetzung versenkte eine Flotte aus englischen und holländischen Schiffen, unter der Führung von Charles Howard, 1. Earl of Nottingham, Walter Raleigh und Robert Devereux, 2. Earl of Essex, in der bedeutenden spanischen Hafenstadt 32 spanische Schiffe und plünderte und zerstörte die Stadt selbst. Zu Boazios Kartenentwurf erstellte Thomas Cockson den Kupferstich.
Für den ersten gedruckten Atlas von England und Wales, der von Christopher Saxton 
(* um  1540; † um 1610) herausgegeben wurde, schuf er fünf Karten.
Des Weiteren erstellte Boazio eine Irland-Karte, die nicht, wie üblicherweise, nach Norden, sondern nach Westen ausgerichtet war. Die Karte, die 1599 auch der englischen Königin Elisabeth I. vorgelegt wurde, erschien in einer Neuauflage des Theatrum Orbis Terrarum.